# Józef Placer
Józef Placer (ur. 4 października 1803 w Przysuchej, zm. 5 października 1871 w Krakowie) – polski lekarz, uczestnik powstania listopadowego, krakowskiego i Wiosny Ludów, działacz polityczny.

## Życiorys
Syn Józefa i Anny z d. Worobeckiej urodził się 4 października 1803 w Przysuchej k. Opoczna. Ukończył szkoły w Krakowie oraz w 1820 podjął naukę na Wydziale Filozoficznym Uniwersytetu Jagiellońskiego, a następnie Wydziału Lekarskiego. W 1826 podjął naukę w Wiedniu i w Berlinie, gdzie w kwietniu 1828 uzyskał stopień doktora medycyny na podstawie pracy "De cataracta et nonnullis eam extrahendi methodis".
Po powrocie do Krakowa wykładał chirurgię. Brał udział w powstaniu listopadowym jako naczelny lekarz w szpitalu koszar sapieżyńskich, odznaczony Złotym Krzyżem Virtuti Militari. Od 1839 do 1870 pracował w Szpitalu św. Łazarza jako ordynator oddziału chirurgicznego.
Brał udział w powstaniu krakowskim oraz Wiośnie Ludów w Krakowie. Był uczestnikiem delegacji w rozmowach z władzami cesarstwa oraz podpisywał akt kapitulacji miasta. Od kwietnia 1845 był członkiem Towarzystwa Naukowego Krakowskiego.
W 1870 przeszedł w stan spoczynku. Żonaty był z Marią Pisarzewską i nie mieli dzieci. Zmarł 5 października 1871 i pochowany został na cmentarzu Rakowickim.